# Justin Pearson

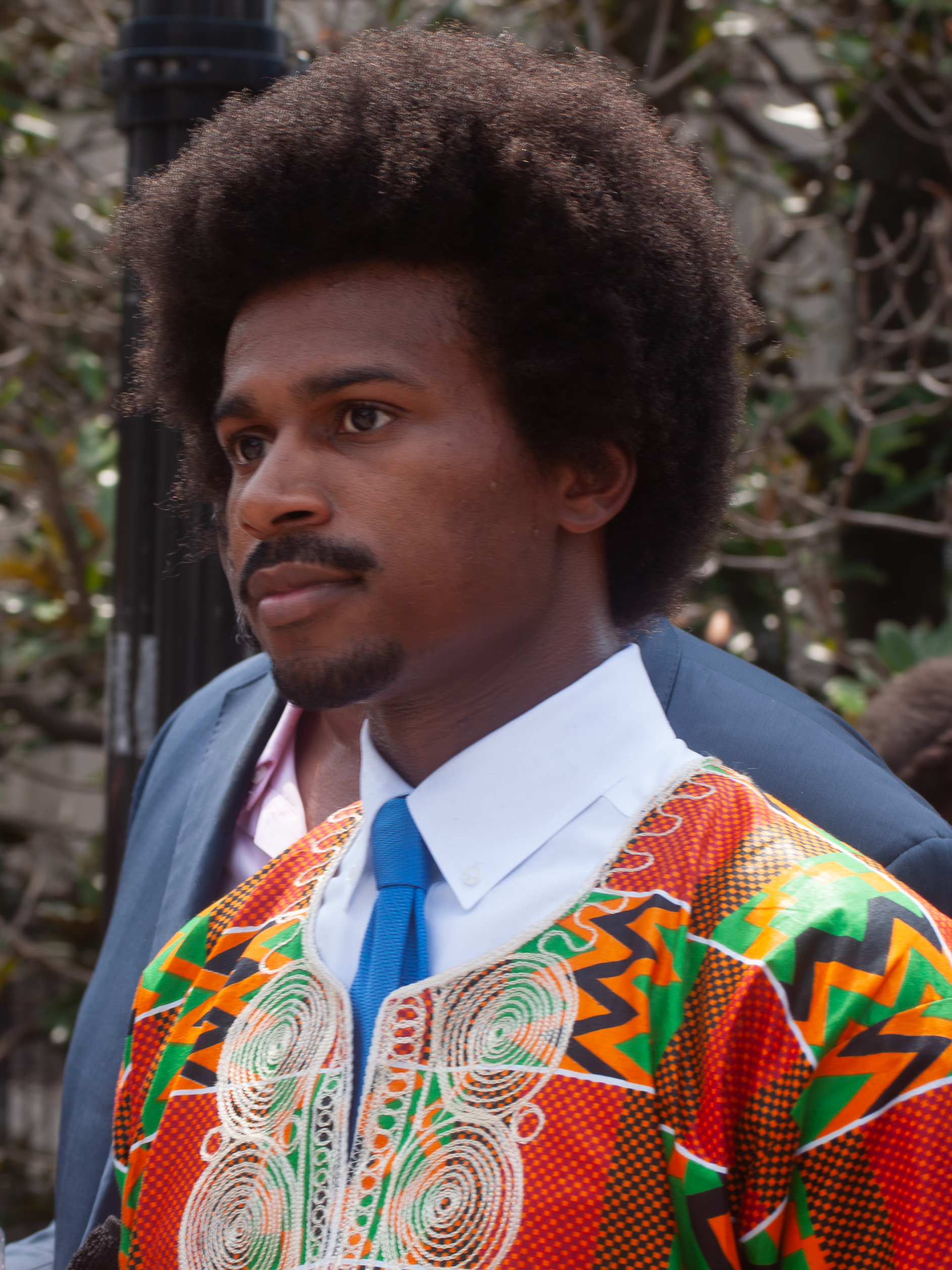
Justin Pearson, 2023

Justin Jamal Pearson (* 7. Januar 1995 in Memphis, Tennessee) ist ein US-amerikanischer Politiker der Demokratischen Partei. Er ist Mitglied des Repräsentantenhauses von Tennessee.

## Leben
Pearsons Mutter ist Lehrerin, sein Vater Prediger. Seine Familie zog für 4 Jahre nach Washington, D.C., als Justin Pearson elf Jahre alt war. Nach der Rückkehr nach Tennessee besuchte er die Mitchell High School in Memphis. Anschließend studierte er am Bowdoin College in Brunswick im Bundesstaat Maine Government & Legal Studies und schloss 2017 das Studium erfolgreich ab. Als Jugendlicher setzte er sich bei der Schulbehörde von Memphis für bessere Unterrichtsmaterialien ein. 2020 gelang einem von Pearson initiierten Bündnis die Verhinderung einer geplanten Ölpipeline.

## Politik

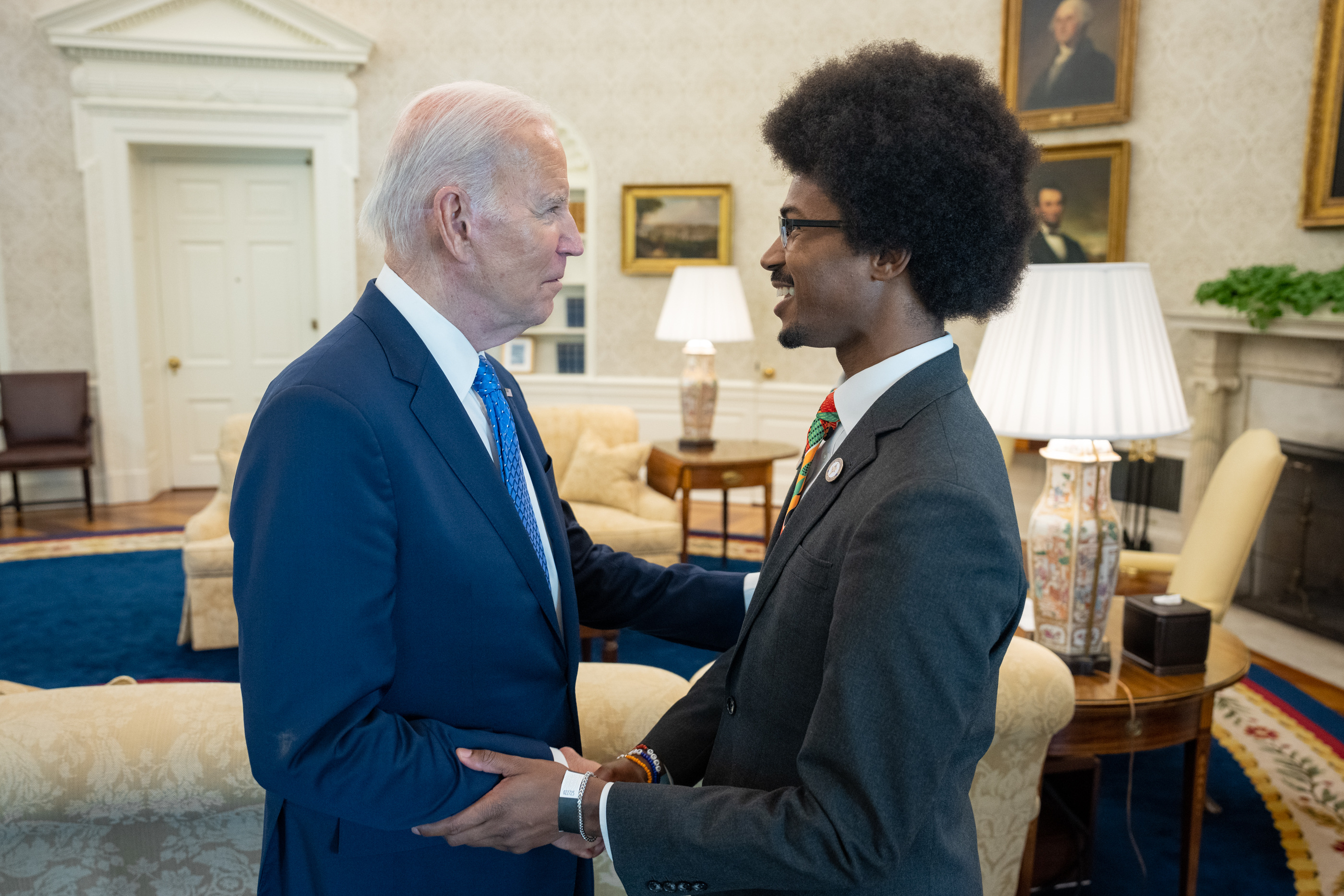
Pearson mit Präsident Biden, 24. April 2023

Pearson wurde am 24. Januar 2023 als Nachfolger der Abgeordneten Barbara Cooper, die am 25. Oktober 2022 verstorben war, für das Shelby County ins Repräsentantenhaus gewählt.
Er und sein Kollege Justin Jones wurden am 6. April 2023 von der republikanischen Mehrheit des Repräsentantenhauses wegen angeblich „ungebührlichen Verhaltens“ aus dem Repräsentantenhaus ausgeschlossen. Sie hatten am 30. März, nach einem School Shooting mit sechs Toten an einer Grundschule in Nashville, zusammen mit der ebenfalls demokratischen Gloria Johnson an einer Demonstration für eine strengere Waffenkontrolle im Kapitol des Bundesstaates teilgenommen. Die drei Abgeordneten wurden infolgedessen international als Tennessee Three bekannt. Joe Biden, Präsident der Vereinigten Staaten, kommentierte den Ausschluss von Pearson und Jones mit den Worten:

„Today’s expulsion of lawmakers who engaged in peaceful protest is shocking, undemocratic, and without precedent.“

„Der heutige Parlamentsausschluss von Gesetzgebern, die friedlich protestiert haben, ist schockierend, undemokratisch und ohne Präzedenzfall.“

Pearson wurde am 12. April 2023 durch ein einstimmiges Votum der anwesenden Mitglieder des Shelby County Board of Commissioners, das Vertreter in beide Kammern der Tennessee General Assembly entsendet, erneut in das Repräsentantenhaus gewählt.
Er greift rhetorisch den Stil von schwarzen Predigern des progressiven Christentums auf.